# Sabathu
Sabathu là một thị xã quân sự (cantonment) của quận Solan thuộc bang Himachal Pradesh, Ấn Độ.

## Địa lý
Sabathu có vị trí 30°58′B 76°59′Đ / 30,97°B 76,99°Đ Nó có độ cao trung bình là 1265 mét (4150 feet).

## Nhân khẩu
Theo điều tra dân số năm 2001 của Ấn Độ, Sabathu có dân số 5720 người. Phái nam chiếm 67% tổng số dân và phái nữ chiếm 33%. Sabathu có tỷ lệ 86% biết đọc biết viết, cao hơn tỷ lệ trung bình toàn quốc là 59,5%: tỷ lệ cho phái nam là 91%, và tỷ lệ cho phái nữ là 77%. Tại Sabathu, 9% dân số nhỏ hơn 6 tuổi.